# Connaught Engineering
Connaught Engineering – były brytyjski konstruktor samochodowy Formuły 1. Jego bolidy zadebiutowały w wyścigu o Grand Prix Wielkiej Brytanii 19 lipca 1952 roku, a w ostatnim wyścigu walczyły o Grand Prix Stanów Zjednoczonych 12 grudnia 1959 roku. Brały udział w 12 wyścigach, nigdy nie zwyciężyły, ale zdobyły 17 punktów do klasyfikacji konstruktorów.